# Kubice (Opole)
Pour les articles homonymes, voir Kubice.
Kubice est une localité polonaise de la voïvodie d'Opole et du powiat de Nysa.